# David Gill (Astronom)

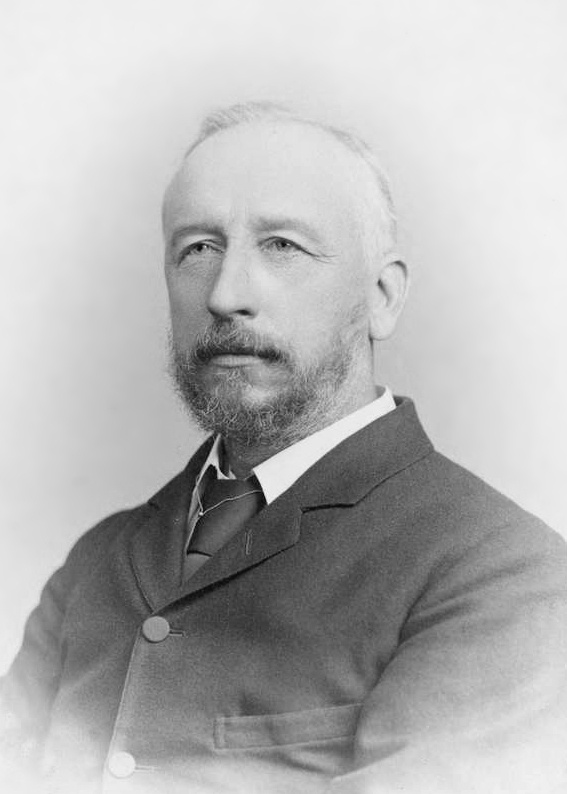
David Gill

Sir David Gill (* 12. Juni 1843 in Aberdeen, Schottland; † 24. Januar 1914 in London) war ein britischer Astronom.

## Leben
Gill beschäftigte sich zunächst praktisch mit der Astronomie auf der Sternwarte in Aberdeen (1866) und richtete sich 1868 im Haus seines Vaters eine eigene Sternwarte ein. 1872 baute er im Auftrag von Lord Lindsay in Dun Echt bei Aberdeen eine Sternwarte, deren Direktor er wurde. Als solcher unternahm er 1874 eine Expedition nach Mauritius, um durch Heliometermessungen die Sonnenparallaxe zu bestimmen. Bei dieser Gelegenheit nahm er einige wichtige Längenbestimmungen vor.
1876 gab er seine Stellung in Dun Echt auf und ging auf eine Reise zur Insel Ascension. Hier benutzte Gill die Parallaxe des Mars, um die Entfernung zur Sonne zu bestimmen. Weiterhin perfektionierte er den Gebrauch des Heliometers.
Er war Her Majesty’s Astronomer am Kap der Guten Hoffnung. Auch bearbeitete er die zwischen 1835 und 1881 angestellten Beobachtungen von über 500 Sternbedeckungen, organisierte und leitete eine Reihe telegraphischer Längenbestimmungen an der afrikanischen Küste und organisierte 1882 die südafrikanischen Stationen zur Beobachtung des Venusdurchgangs.
1883 begann Gill eine geodätische Vermessung von Südafrika. Er war außerdem ein Pionier in der Astrophotographie. Seine zwischen 1885 und 1890 durchgeführte Durchmusterung des südlichen Sternenhimmels umfasste alle Sterne zwischen −20° südlicher Breite und dem Südpol bis zur Größe 9,5. Die Aufnahmen bildeten auch die Grundlage vieler interessanter Sternentdeckungen, wie etwa des Kapteyns Stern, der auf seinen nach Europa gebrachten Fotoplatten entdeckt werden konnte.
Zwischen 1888 und 1890 führte Gill in Zusammenarbeit mit einer Reihe anderer Sternwarten nach einem von ihm entworfenen Projekt eine Reihe von Beobachtungen der Planetoiden Iris, Victoria und Sappho durch, um einen genaueren Wert der Sonnenparallaxe zu bestimmen.
David Gill starb am 24. Januar 1914 in London.

## Ehrungen
1885 wurde er korrespondierendes Mitglied der Russischen Akademie der Wissenschaften in St. Petersburg, 1892 Ehrenmitglied (Honorary Fellow) der Royal Society of Edinburgh und 1896 korrespondierendes Mitglied der Académie des sciences in Paris. 1900 wurde David Gill mit der Bruce Medal ausgezeichnet. 1897 wurde er in die Königlich Niederländische Akademie der Wissenschaften, 1898 in die National Academy of Sciences, 1910 in die American Academy of Arts and Sciences und in die American Philosophical Society gewählt. Die Goldmedaille der Royal Astronomical Society erhielt er zweimal (1882 und 1908).
Der Asteroid (11761) Davidgill, der Mondkrater Gill und der Marskrater Gill sind nach ihm benannt.